# Gobiesox juniperoserrai
La cucharita peninsular (Gobiesox juniperoserrai) es una especie de pez dulceacuícola endémico del estado de Baja California Sur. Esta especie pertenece a la familia Gobiesocidae.

## Clasificación y descripción
Es un pez de la familia Gobiesocidae del orden Gobiesociformes. Tiene un cuerpo deprimido color café moteado, cabeza amplia y hocico corto y redondeado. Este pez tiene un disco adhesivo en la región ventral que le sirve para adherirse a rocas y otros sustratos duros.  Alcanza una longitud menor a los 11 cm.

## Distribución geográfica
Este pez dulceacuícola es endémico del Arroyo Las Pocitas, al suroeste del extremo sur de la Sierra La Giganta, en el municipio de La Paz, Baja California Sur. La localidad tipo es un arroyo de nombre “Pocitas del Vado”.

## Ambiente
La localidad en donde fue descubierto tiene una serie de cuerpos de agua semipermanentes que son suministrados por pequeños manantiales. La profundidad de estos reservorios es de 20 a 50 cm, con un fondo de arena, gravilla y rocas. Esta especie muestra preferencia por habitar en sustratos rocosos con grietas y oquedades de aguas diáfanas y lóticas.

## Estado de conservación
Se desconoce el estado de conservación de esta especie. Este pez solo es conocido de la localidad tipo y no ha sido recolectado desde su descubrimiento en 1986, aunque su ausencia en estudios posteriores pueda deberse a los métodos de muestreo empleados. Es una especie endémica de México, se encuentra enlistada en la Norma Oficial Mexicana 059 (NOM-059-SEMARNAT-2010) como especie en peligro de extinción (P); aún no ha sido evaluada por la Unión Internacional para la Conservación de la Naturaleza (UICN), por lo que no se encuentra en la Lista Roja.